# وایولت مک‌میلان
وایولت مک‌میلان (انگلیسی: Violet MacMillan؛ ‏ ۴ مارس ۱۸۸۷ – ۲۹ دسامبر ۱۹۵۳) بازیگر سینما و تئاتر برادوی و همچنین هنرمند وودویل اهل ایالات متحده آمریکا بود.
از فیلم‌هایی که وی در آن‌ها نقش داشته‌است، می‌توان به دختر چهل‌تکه شهر آز اشاره نمود.